# Drosophila neochracea
Drosophila neochracea är en tvåvingeart som beskrevs av Wheeler 1959. Drosophila neochracea ingår i släktet Drosophila och familjen daggflugor.
Artens utbredningsområde är Bolivia.